# Molopo

Gemeindegebiet bis 2011

Molopo ist eine ehemalige Gemeinde im Distrikt Dr Ruth Segomotsi Mompati, Provinz Nordwest in Südafrika. Verwaltungssitz war Tosca. Sie wurde 2011 mit der Gemeinde Kagisano zur Gemeinde Kagisano-Molopo (NW397) zusammengelegt. 
Die Gemeinde war benannt nach dem Fluss Molopo, der auf dem Gemeindegebiet teilweise die Grenze zu Botswana bildet. Die Fläche betrug 12.473 Quadratkilometer.
Weitere Ortschaften in der ehemaligen Gemeinde sind: Molopo und Pomfret.